# Жорді Ванлерберге
Жорді Ванлерберге (нід. Jordi Vanlerberghe, нар. 27 червня 1996, Дуффель) — бельгійський футболіст, півзахисник клубу «Мехелен». Грав за молодіжну збірну Бельгії.
Чемпіон Бельгії. Володар Суперкубка Бельгії. 

## Клубна кар'єра
Народився 27 червня 1996 року в місті Дуффель. Вихованець юнацьких команд футбольних клубів «Дуффель» і «Мехелен».
У дорослому футболі дебютував 2012 року виступами за команду клубу «Мехелен», в якій провів п'ять сезонів, взявши участь у 32 матчах чемпіонату. 
2017 перейшов до «Брюгге», проте закріпитися у новій команді не зумів і за рік був відданий в оренду до «Остенде».
Ще за рік, влітку 2019, повернувся до свого рідного «Мехелена», також на умовах оренди.

## Виступи за збірні
2011 року дебютував у складі юнацької збірної Бельгії (U-16), загалом на юнацькому рівні взяв участь у 21 іграх, відзначившись 4 забитими голами.
Протягом 2017–2019 років залучався до складу молодіжної збірної Бельгії. На молодіжному рівні зіграв у 8 офіційних матчах, забив 1 гол.

## Статистика виступів

### Статистика клубних виступів
Станом на 25 листопада 2019 року
| Сезон               | Команда             | Чемпіонат           | Чемпіонат | Чемпіонат | Національний кубок | Національний кубок | Національний кубок | Континентальні кубки | Континентальні кубки | Континентальні кубки | Інші змагання | Інші змагання | Інші змагання | Усього | Усього | Усього |
| Сезон               | Команда             | Ліга                | Ігор      | Голів     | Ліга               | Ігор               | Голів              | Ліга                 | Ігор                 | Голів                | Ліга          | Ігор          | Голів         | Ігор   | Голів  |        |
| ------------------- | ------------------- | ------------------- | --------- | --------- | ------------------ | ------------------ | ------------------ | -------------------- | -------------------- | -------------------- | ------------- | ------------- | ------------- | ------ | ------ | ------ |
| 2012–13             | «Мехелен»           | Л1                  | 1         | 0         | КБ                 | -                  | -                  | -                    | -                    | -                    | -             | -             | -             | 1      | 0      |        |
| 2013–14             | «Мехелен»           | Л1                  | 5+1       | 1         | КБ                 | -                  | -                  | -                    | -                    | -                    | -             | -             | -             | 6      | 1      |        |
| 2014–15             | «Мехелен»           | Л1                  | 1+1       | 0         | КБ                 | 1                  | 1                  | -                    | -                    | -                    | -             | -             | -             | 3      | 1      |        |
| 2015–16             | «Мехелен»           | Л1                  | 12+4      | 0         | КБ                 | 2                  | 0                  | -                    | -                    | -                    | -             | -             | -             | 18     | 0      |        |
| 2016–17             | «Мехелен»           | Л1                  | 13+9      | 1+1       | КБ                 | 0                  | 0                  | -                    | -                    | -                    | -             | -             | -             | 22     | 2      |        |
| 2017–18             | «Брюгге»            | Л1                  | 6+1       | 0         | КБ                 | 1                  | 0                  | ЛЧ+ЛЄ                | 0                    | 0                    | -             | -             | -             | 8      | 0      |        |
| 2018–19             | «Остенде»           | Л1                  | 24+7      | 1+3       | КБ                 | 2                  | 0                  | -                    | -                    | -                    | -             | -             | -             | 33     | 4      |        |
| 2019–20             | «Мехелен»           | Л1                  | 0         | 0         | КБ                 | 0                  | 0                  | -                    | -                    | -                    | -             | -             | -             | 0      | 0      |        |
| Усього за «Мехелен» | Усього за «Мехелен» | Усього за «Мехелен» | 47        | 3         |                    | 3                  | 1                  |                      | -                    | -                    |               | -             | -             | 50     | 4      |        |
| Усього за кар'єру   | Усього за кар'єру   | Усього за кар'єру   | 85        | 7         |                    | 6                  | 1                  |                      | 0                    | 0                    |               | -             | -             | 91     | 8      |        |

### Статистика виступів за збірну
Станом на 25 листопада 2019 року